# Marc Pageau
Pour les articles homonymes, voir Pageau.
Pour l’article ayant un titre homophone, voir Marc Pajot.
Marc Pageau, né le 30 avril 1963 à Québec (Canada), est un auteur de bande dessinée, illustrateur, caricaturiste et blogueur québécois.
Pionnier de la BD de science-fiction québécoise, il est considéré comme un maître de la bande dessinée réaliste au Québec.

## Biographie
Adolescence
Se destinant très tôt à une carrière dans l'aviation comme pilote de ligne, Marc Pageau devient membre des Cadets de l'aviation royale du Canada à l'âge de treize ans. C'est dans cette organisation qu'il décroche une Bourse de pilotage planeurs à seize ans, ainsi qu'une Bourse de pilotage avions à dix-sept ans et qu'il obtient sa licence de pilote privé sans même avoir son permis de conduire. Parce qu'il porte des lunettes pour corriger une légère myopie, il n'est pas admis à l'école de pilotage professionnel du Cegep de Chicoutimi. Pour devenir un professionnel de l'aviation, il doit faire son apprentissage dans le privé, mais les coûts pour se faire s'avèrent prohibitifs, ce qui l'oblige à abandonner ce domaine, .
Changement de cap
Marc Pageau fait ses études au CEGEP de Joliette en Arts, où il publie ses toutes premières bandes dessinées dans le fanzine Opium,  en 1982 et 1983. Il collabore ensuite à plusieurs périodiques de science-fiction et fantastique, comme Empire, 
, , Solaris, , , , et Carfax,  en publiant nombre de BD et d'illustrations.
C'est en 1985, pendant ses études en Arts Visuels à l'Université Laval, que Marc Pageau fonde avec Marc Forest, Pierre Drysdale, Gag (André Gagnon), Danny Gagnon et Benoît Joly le magazine Enfin Bref, , , , , tout en contribuant régulièrement aux journaux étudiants bimensuel Matricule et Impact Campus avec une page de bande dessinée intitulée Réflexions estudantines pendant deux ans.
Carrière
Membre actif de la Société des Créateur(trice)s et Ami(e)s de la Bande Dessinée (ScaBD) depuis ses tout débuts en 1985, il participe à ses activités de publication ainsi qu'à diverses expositions collectives dans son Centre de documentation et d'animation en bande dessinée (CDABD) à Québec et en Europe. Il devient aussi un joueur actif de sa Ligue d’improvisation en bandes dessinées
. Toujours aux études, il embarque dans l'aventure du magazine Safarir, faisant partie de sa toute première équipe de dessinateurs et participe à son lancement à l'automne 1987. Après ses études, Pageau devient directeur artistique du magazine Solaris, , qui se mérite son premier Prix Aurora (anciennement Prix Casper), tout en continuant à publier ses BD dans les magazines Bambou, ,  et Imagine..., entre autres. En janvier 1988, Pageau fait partie de la Délégation des jeunes auteurs du Québec au XVe Festival international de la bande dessinée d'Angoulême. Il participe en tant que caricaturiste en direct au Ier Festival de la bande dessinée francophone de Québec en avril de la même année.
Marc Pageau se fait surtout remarquer comme auteur de bande dessinée réaliste de science-fiction, ce qui est plutôt rare dans le domaine de la bande dessinée québécoise des années 1980, surtout dominée par l'humour. Il devient pigiste à plein temps en 1991 comme auteur de BD, illustrateur et caricaturiste en direct.

« Marc Pageau fut, on s'en souvient, directeur artistique de la revue pendant un an. Libéré de cette tâche, il a pu se consacrer avec plus d'ardeur au dessin, son ancienne passion, et à l'édition électronique, sa nouvelle passion. La bande de ce numéro réalise un intéressant jeu sur les rapports entre le réel et la fiction, entre les rôles respectifs du lecteur, du narrateur et des personnages fictifs ; une BD distanciée, qui joue avec la forme et les mécanismes de la narration. Qui a dit « post-moderne » ? »

Cette année 1991 semble une année importante : il gagne à la fois le Prix Solaris, participe à la délégation québécoise au second Festival Bédécité à Bruxelles en Belgique, publie un album intitulé Jacque Tiroir, , ,  sur un scénario de Benoît Joly, et fait une exposition en solo au CDABD.

« Par contre, plusieurs lecteurs m'ont affirmé avoir beaucoup apprécié cette oeuvre. Il faut dire qu'on y trouve une grande qualité graphique et une imagination féconde. Plus encore, pour lier aussi subtilement vie imaginaire et vie réelle, il fallait un talent de narrateur tout à fait remarquable. Ma relative déception provient sans doute des attentes que j'entretenais envers les auteurs. Marc Pageau, qui a fait le dessin et a collaboré au scénario, est un travailleur acharné et rigoureux, en constante évolution, sans doute un des auteurs québécois qui a poussé le plus avant la réflexion sur le découpage d'une planche. Quant à Benoit Joly, même si le Québec regorge de talents, les auteurs de sa trempe se comptent sur les doigts de la main d'un homme-tronc. Ses productions se font rares depuis trop longtemps et on ne saurait que s'en attrister. »

En 1992, Pageau entre dans l'équipe qui lance le magazine Zeppelin, qui se voit décerner en 1993 le Prix Bédéis causa bande dessinée de l’année pour sa publication, lors du VIe Festival de la bande dessinée francophone de Québec.
Dessinateur d'une grande polyvalence, Marc Pageau multiplie les collaborations avec d'autres dessinateurs. Il a ainsi réalisé le lettrage des albums Castello, ,  et Victor et Rivière (scénario et dessin d'André-Philippe Côté), publiés respectivement aux éditions Falardeau, aux éditions Soulières et réédités aux éditions Trois-Pistoles. L'album Victor et Rivière s'est notamment mérité le Prix Bédéis causa comme album québécois de l'année au XIIe Festival de la bande dessinée francophone de Québec en 1999. À l'invitation de Salvador Dallaire, il participe au magazine Zine Zag à partir de 1998. Il a été membre du groupe de création en BD Next Gen devenu plus tard Grafik Sismik (1998-2002), basé à Québec et œuvrant principalement dans la BD américaine. Pageau s'associe à Éric Allard, jeune dessinateur (penciller) et scénariste de « comics » à l'américaine pour réaliser l'encrage et le lettrage des histoires du personnage de sa création The Red, publiées dans le « comic book » Judgement Pawns aux éditions Antarctic Press.
De janvier 1998 à janvier 2000, il devient le directeur BD et l'éditeur des bandes dessinées de la revue de science-fiction et fantastique Solaris ainsi que l'organisateur du Prix Solaris - volet BD en remplacement de Mario Giguère. Il signe aussi la chronique Le Bédécrate, critiques portant sur les publications BD internationales et québécoises.
Il a coordonné un numéro spécial BD de Solaris (numéro 132, hiver 2000) avec la participation de plusieurs des anciens lauréats du Prix.
Durant ce même temps, il donne des cours de BD aux Ateliers Imagine à Québec.
À partir de 1998 et ce, jusqu'en 2003, Pageau fait des animations et des conférences BD pour le compte du magazine Safarir dans plusieurs bibliothèques municipales et scolaires du Québec, ainsi qu'au Festival de la bande dessinée francophone de Québec en 1998.
En 2002 et 2003, Marc Pageau signe quelques bandes dessinées d'humour dans Safarir seul ou avec la collaboration de Gag (André Gagnon) sur des scénarios de Regatta DeBlanc (Michel Viau).
Il collabore de 1999 à 2004 au site BD Québec comme illustrateur, correcteur et créateur de textes.
En 2003, il commence à réaliser des caricatures éditoriales critiquant la guerre en Irak sur le site américain deviantART. Le responsable de l'hebdomadaire Beauce Week-end les remarque et l'engage comme caricaturiste. Ces caricatures sont reprises sur le portail EnBeauce.com. Marc Pageau se joint au regroupement de caricaturistes 1001 Visages en 2007 à Montréal et participe à leur exposition annuelle depuis ce temps.

## Publications

### Bande dessinée
Albums
- Contes citadins, éditions Romanichel, Québec, 1988.
Scénario et dessin : Pierre Drysdale avec la participation de Marc Pageau pour une histoire de 8 pages
- Jacque Tiroir[26], [27], [28], [30], Éditions du Phylactère, Montréal, 1991.
Scénario : Benoit Joly - Dessin : Marc Pageau -  (ISBN 2921313170)
- L'Enfer du décor ! — Le sexisme dans la publicité et les vidéoclips, Éditions de la Paix, Québec, 1993.
Scénario : Lina Côté, Nathalie Deschênes et Francine Dionne - Dessin : Marc Pageau -  (ISBN 2921255146)
- Castello[33], [34], [35], Éditions Falardeau, Québec, 1993.
Scénario : André-Philippe Côté - Dessin : André-Philippe Côté - Lettrage : Marc Pageau -  (ISBN 2980366617)
- Victor et Rivière[36], [37], Éditions Soulières, Montréal, 1998.
Scénario : André-Philippe Côté - Dessin : André-Philippe Côté - Lettrage : Marc Pageau -  (ISBN 2922225127)

Albums collectifs
- Et vlan ! On s'expose... Quinze ans de bande dessinée dans la région de Québec — 1971/1985[43], Société des créateur(trice)s et ami(e)s de la Bande dessinée (ScaBD), Québec, 1985.
Scénario et dessin : Collectif
- Vol de nuit[44], Société des créateur(trice)s et ami(e)s de la Bande dessinée (ScaBD), collection Zeppelin le ballon qui éclate !, Québec, 1990.
Scénario et dessin : Collectif
- Correspondance[45], Société des créateur(trice)s et ami(e)s de la Bande dessinée (ScaBD), collection Zeppelin le ballon qui éclate !, Québec, 1990.
Scénario et dessin : Collectif
- Le parc des vieux murs, Société des créateur(trice)s et ami(e)s de la Bande dessinée (ScaBD), collection Zeppelin le ballon qui éclate !, Québec, 1991.
Scénario et dessin : Collectif
- La grande place, Société des créateur(trice)s et ami(e)s de la Bande dessinée (ScaBD), collection Zeppelin le ballon qui éclate !, Québec, 1991.
Scénario et dessin : Collectif
- Rêves[46], [47], [48], éditions du Phylactère/Paje éditeur/ACIBD, Montréal, 1992.
Scénario et dessin : Collectif -  (ISBN 2921497026)
- Tauromachie[49], Éditions Hélium Z, Québec, 1992.
Scénario et dessin : Collectif
- Le Recueil, Société des créateur(trice)s et ami(e)s de la Bande dessinée (ScaBD), Québec, 1996.
Scénario et dessin : Collectif
- René Lévesque — Quelque chose comme un grand homme[50], [51], [52], [53], éditions Moelle Graphik, Québec, 2021.
Scénario : Marc Tessier - Dessin : Collectif -  (ISBN 9782923701707) Dessinateur du chapitre 5 : La grève des réalisateurs de Radio-Canada

Livres
- Actes — Premier colloque de bande dessinée de Montréal[54], 1986, collectif sous la direction de Jacques Samson et André Carpentier, Analogon, Montréal,  (ISBN 2980074004) ;
- Agenda de l'ado, 1993, collectif, Éditions Impress 3D, Québec,  (ISBN 2980198811) ;
- Les premiers soins — Une réponse vitale, 1994, Gilles Lacombe, Éditions Beauchemin, Laval,  (ISBN 2761605233) ;
- Québec — terre d'accueil, 1995, collectif, Éditions Beauchemin, Laval,  (ISBN 2761605810).

Périodiques
Magazines
- Solaris[6], [12], revue québécoise de science-fiction et de fantastique, 1983-2000 ;
- Somnambulle[43], [55], revue de BD québécoises 1985 ;
- Enfin Bref[6], [14], [15], [16], [17], revue de BD québécoises, 1985-1986 ;
- Safarir[6], magazine de l'humour illustré, 1987-1988, 1998, 2002-2003 ;
- Bambou[6], [21], [22], la bande décidée d'ici, 1988-1990 ;
- Imagine..., revue de l'imaginaire québécois, 1990-1997 ;
- Strip-Tîze[56], BD d'humour wild !, 1993 ;
- Zeppelin[57], magazine BD de Québec 1992-1993 ;
- Exil, magazine BD de science-fiction, 1995-1998 ;
- Fun en bulles, bandes dessinées, France, 1997 ;
- Zine Zag[1], 100 % BD, 1998-2003.

Journaux
- Matricule[5], hebdomadaire étudiant de l'Université Laval, 1985-1986 ;
- Impact Campus, hebdomadaire étudiant de l'Université Laval, 1986-1987 ;
- Le Soleil, quotidien de Québec, 1986, 1988.

Fanzines
- Opium[5], [6], journal du club de caricature et de BD du CEGEP de Joliette, 1982-2006 ;
- Le Bloc, journal étudiant du CEGEP de Joliette, 1982-1983 ;
- Empire[7], [8], [9], revue BD de science-fiction et fantastique, 1983 ;
- Carfax[6], [13], les univers de l'étrange, 1984-1988 ;
- Rachel[58], [59], revue de BD expérimentale 1986 ;
- Nidi-Nilu, journal des étudiants en arts plastiques de l'Université Laval, 1986-1987 ;
- Arg !, humour macabre, 1987 ;
- Zeppelin[60], première version 1987-1989 ;
- Blanc citron, humour loufoque, 1989 ;
- Le long courrier[61], bulletin de liaison du club Astriex-03, 1989 ;
- Espace Blanc, à compte d'auteur, 2001-2002 ;
- Koliphörm, bande dessinée, 2002 ;
- MensuHell, bande dessinée, 2002-2003.

Comix
en français
- Gravité Zéro, à compte d'auteur, 1999.

en anglais
- The Red : Faces of evil[40], à titre d'encreur et de lettreur, scénario et dessins d'Éric Allard, à compte d'auteur, 1999-2000.

Comic books
en anglais
- Judgement Pawns[39], à titre d'encreur et de lettreur pour l'histoire intitulée The Red[40], scénario et dessins d'Éric Allard, éditions Antarctic Press (U.S.A.), 1997 ;
- Warrior Nun : The Scenic Route[4], à titre d'encreur en collaboration avec Pierre-André Déry, scénario de Herb Mallette et dessins de Patrick Blaine, éditions Antarctic Press (U.S.A.), 1998.

### Illustration
- Le party textuel — Colombie, 1986, Jacqueline Guimond, Centrale textuelle de Saint-Ubalde, Saint-Ubalde ;
- Le party textuel — Île Maurice, 1986, Pierre Hamelin, Centrale textuelle de Saint-Ubalde, Saint-Ubalde ;
- Jeunes volontaires, 1988, collectif, éditions Éducation populaire, Thetford Mines ;
- L'éducation psychomotrice — source d'autonomie et de dynamisme, 1990, Francine Lauzon, Presses de l'Université du Québec, Québec,  (ISBN 2760505979) ;
- Marie-Anne (et le serpent maudit), 1990, Ray Martin, Les productions Ray Martin, Québec,  (ISBN 2980173800) ;
- Bande dessinée québécoise — Répertoire, 1996, Bernard Dubois, Éditions D.B.K., Québec,  (ISBN 2980537802) ;
- Scaragorn — Livre de règles, 1997, collectif, Jeux et exploration, Québec,  (ISBN 2980533823) ;
- Scaragorn — Recueil de créatures, 1997, collectif, Jeux et exploration, Québec,  (ISBN 2980533807) ;
- Scaragorn — Guide du Graal, 1997, collectif, Jeux et exploration, Québec,  (ISBN 2980533815) ;
- Prudent Landry — Le roi de la mâchoire, 2008, Raymond Desbiens, Éditions JCL, Chicoutimi,  (ISBN 2894313519) ;
- Dix ans d'éternité, 2014, anthologie, éditions Les six brumes, Montréal,  (ISBN 9782923864273) ;
- Carfaxitudes, 2015, coffret d'illustrations du genre fantastique, éditions Moelle Graphique, Québec,  (ISBN 9782923701448).

### Caricature éditoriale
Périodiques
Journaux
- Le Courrier de Portneuf, hebdomadaire de la région de Portneuf, 1985 ;
- Beauce Week-end, hebdomadaire de la Beauce, 2007 ;
- Le journal de Beauce-Nord, hebdomadaire de la Beauce, 2007-2008.

Livres
- Poèmes religieusement peu catholiques, 1993 (textes de Maurice Crépin), Éditions du Saint Homme, Québec ;
- Dictionnaire de l'humour irrévérencieux, 1994 (textes de Maurice Crépin), Éditions du Saint Homme, Québec ;
- Le Québec à l'heure des choix, tome 2, 2016 (collectif sous la direction de Yanick Barrette), éditions Dialogue Nord-Sud, Montréal.

## Expositions

### Individuelles
- 1985 : Délivrance, Congrès de science-fiction et fantastique Boréal VII, Québec ;
- 1991 : Théorie de l'évolution[29], Centre de documentation et d'animation en bande dessinée, Québec ;
- 1998 : L'incertitude certaine, Festival Roberval Fantastique, Roberval.

### Collectives
- 1983 : Exposition des finissants, CEGEP de Joliette, Joliette ;
- 1984 : Les Grands Voiliers, Salon international du livre de Québec, Québec ;
- 1985 : Et Vlan ! On s'expose... Quinze ans de bande dessinée dans la région de Québec — 1971/1985[62], [63], Galerie d'art La Passerelle, Sainte-Foy, Premier Salon international de la bande dessinée de Montréal et Congrès de science-fiction et fantastique Boréal VII ;
- 1986 : Hommage à Lewis Carroll[64], Congrès de science-fiction et fantastique Boréal VIII, Longueuil ;
- 1986 : Festival de la caricature et de la bande dessinée, CEGEP de Trois-Rivières, Trois-Rivières ;
- 1986 : Concours de la caricature Le Soleil, Festival national de la jeunesse québécoise, Québec ;
- 1987 : Le printemps de la bande dessinée[65], [66], [67], Musée du Bas-Saint-Laurent, Rivière-du-loup ;
- 1987 : 8 versions du dessin[68], Galerie Anima-G, Québec ;
- 1987 : Hommage à Jules Verne[69], Congrès de science-fiction et fantastique Boréal IX, Longueuil ;
- 1988 : Délégation des jeunes auteurs du Québec, XVe Salon international de la bande dessinée, Angoulême (France) ;
- 1988 : Exposition rétrospective science-fiction et fantastique québécois 1979-1988[6], Congrès de science-fiction et fantastique Boréal X, Chicoutimi ;
- 1991 : 5 ans d'aventures[70], Centre de documentation et d'animation en bande dessinée, Québec ;
- 1991 : Gag[71], Centre de documentation et d'animation en bande dessinée, Québec ;
- 1991 : Québec en BD, Centre de documentation et d'animation en bande dessinée, Québec ;
- 1992 : Imaginaire des illustrateurs québécois de science-fiction, Ministère des Affaires culturelles du Québec, Québec ;
- 1992 : Illusions, Galerie Flash, Québec ;
- 1992 : Tauromachie[49], Centre de documentation et d'animation en bande dessinée, Québec ;
- 1992 : Rêves, Cégep du Vieux Montréal, VIIe Festival international de bande dessinée de Montréal, Montréal ;
- 1992 : Cadres, BD actuelle au Québec, Les Foufounes Électriques, VIIe Festival international de bande dessinée de Montréal, Montréal ;
- 1993 : Dessinateurs du Québec[72], Centre belge de la bande dessinée, Bruxelles (Belgique) ;
- 1993 : Carnaval de la bande dessinée, Musée de la civilisation, Québec ;
- 1995 : Exposition de bandes dessinées à L'Ancienne-Lorette, Bibliothèque municipale Marie-Victorin, L'Ancienne-Lorette ;
- 1997 : Les aventures de la bande dessinée québécoise au Musée du Québec[73], [74], [75], Musée du Québec, Québec ;
- 1997 : Journées de la culture, École BertranD, Montréal ;
- 1997 : La mystérieuse BD de Québec (exposition itinérante), Galerie de la bibliothèque Gabrielle-Roy, Galerie du Faubourg (bibliothèque Saint-Jean-Baptiste), Québec;
- 1998 : Galerie des rêves, congrès Con*cept/Boréal, Montréal ;
- 1999 : Semaine de la bande dessinée québécoise, Louvain-la-Neuve (Belgique) ;
- 1999 : Bédéistes en nos murs[76], Bibliothèque municipale, Squatec ;
- 2000 : Grafik Sismik, Bar Le Scanner, Québec ;
- 2001 : La conquête de l'espace, Festival du vidéo et du film fantastique québécois Vitesse Lumière IV, Québec ;
- 2001 : Scientifiktion, Bar Le Scanner, Québec ;
- 2007 : 1001 Visages[77], IIe Festival 1001 Visages de la caricature, exposant et prestation de caricature en direct, Bain Mathieu, Montréal ;
- 2008 : Les humoristes, IIIe Festival 1001 Visages de la caricature, Maison de la culture Frontenac, Montréal ;
- 2009 : Les 50 ans d'Astérix et d'Obélix : un hommage, XXIIe Festival de la bande dessinée francophone de Québec, Québec ;
- 2009 : L'Internationale de la caricature, IVe Festival 1001 Visages de la caricature, exposant et prestation de caricature en direct, quartier Hochelaga, Montréal ;
- 2010 : Hommage aux héros de notre enfance, XXIIIe Festival de la bande dessinée francophone de Québec, Québec ;
- 2010 : Caricaturistes en spectacle, Ve Festival 1001 Visages de la caricature, exposant et prestation de caricature en direct, Centre culturel Calixa-Lavallée, Montréal ;
- 2011 : Souriez, on vous a à l'oeil, VIe Festival 1001 Visages de la caricature, exposant et prestation de caricature en direct, salle de l'église, Val-David ;
- 2012 : Face à farce, VIIe Festival 1001 Visages de la caricature, exposant et prestation de caricature en direct, salle de l'église, Val-David ;
- 2013 : Les bêtes de l'humour, VIIIe Festival 1001 Visages de la caricature, exposant et prestation de caricature en direct, salle de l'église, Val-David ;
- 2014 : La caricature par la bande... dessinée ![78], [79], IXe Festival 1001 Visages de la caricature, exposant et prestation de caricature en direct, salle de l'église, Val-David ;
- 2015 : 10e édition[80], [81], [82], Xe Festival 1001 Visages de la caricature, salle de l'église, Val-David ;
- 2016 : 11e édition, XIe Festival 1001 Visages de la caricature, salle de l'église, Val-David ;
- 2017 : 12e édition, XIIe Festival 1001 Visages de la caricature, salle de l'église, Val-David ;
- 2018 : 13e édition[83], XIIIe Festival 1001 Visages de la caricature, salle de l'église, Val-David ;
- 2019 : 14e édition[84], [85], XIVe Festival 1001 Visages de la caricature, salle de l'église, exposant et prestation de caricature en direct, Val-David ;
- 2022 : René Lévesque — Quelque chose comme un grand homme[86], Pavillon de la BD, Espace 400e, Québec.

## Distinctions
- 2023 :  Finaliste Prix des libraires du Québec[50], [51] catégorie Bande dessinée — Volet adulte Québec au Gala du Prix des libraires pour René Lévesque — Quelque chose comme un grand homme, éditions Moelle graphik ;
- 2022 :  Finaliste Prix Bédélys Québec[52] — meilleur album publié par une maison d’édition québécoise au gala des Bédélys pour René Lévesque — Quelque chose comme un grand homme, éditions Moelle graphik, Montréal ;
- 2022 :  Finaliste Prix Bédéis causa[53] — Grand Prix de la Ville de Québec meilleur album de langue française publié au Québec par un ou des auteur.e.s canadien.ne.s au gala des Bédéis Causa pour René Lévesque — Quelque chose comme un grand homme, éditions Moelle graphik, Québec ;
- 2013 :  Lauréat Prix d'excellence[87], [88], [89], [90], XIIIe Concours international de dessin éditorial du Comité canadien de la liberté de la presse mondiale (CCLPM) sur le thème Fragilité économique et liberté d’expression ;
- 2013 :  Finaliste Prix Boréal[91] — Création artistique audiovisuelle pour les illustrations de cinq nouvelles d'écrivains différents publiées dans le magazine Solaris no 183, été 2012 ;
- 2011 :  Finaliste Prix Boréal[92], [93] — Création artistique audiovisuelle pour les illustrations des couvertures des revues Brins d'éternité no 27 et Nexuz3 no 5 ;
- 1998 :  Lauréat Prix de la meilleure illustration de science-fiction réalisée sur place[94], Festival Roberval Fantastique, Roberval ;
- 1997 :  Lauréat Prix Solaris[95] — volet bande dessinée, pour la BD Un bruit dans la nuit publiée dans le magazine Solaris no 122, été 1997 ;
- 1993 :  Lauréat Prix Bédéis causa bande dessinée de l’année, magazine Zeppelin, VIe Festival de la bande dessinée francophone de Québec, Québec [32] ;
- 1991 :  Lauréat Prix Solaris[25] — volet bande dessinée, pour la BD Jeu dangereux publiée dans le magazine Solaris no 98, automne 1991 ;
- 1987 :  Lauréat 3e place Prix Solaris[96] — volet bande dessinée, pour la BD L'imagination publiée dans le magazine Solaris no 78, mars-avril 1988 ;
- 1986 :  Lauréat 3e Prix[97], [98] — niveau collégial-universitaire, Festival de la caricature et de la bande dessinée de Trois-Rivières pour la BD Réflexions estudiantines publiée dans l'hebdomadaire universitaire Matricule volume 3, no 5, 5 novembre 1985, Trois-Rivières ;
- 1986 :  Lauréat 3e place Prix Solaris[99], [100] — volet bande dessinée : concours de scénario, pour la BD La fameuse loi du plus fort publiée sous le titre Dépollution dans le magazine Solaris no 87, octobre 1989[101] ;
- 1984 :  Lauréat 2e mention Prix Solaris[102] — volet bande dessinée, pour la BD Quand l'under gronde restée inédite ;
- 1984 :  Lauréat 7e mention[103] — catégorie adulte, Concours de bande dessinée « Les Grands Voiliers » (2000 participants), Salon international du livre de Québec, pour la BD Les grands voiliers et leurs hardis navigateurs publiée dans le comics Gravité Zéro no 2, mai 1999, Québec ;
- 1980 :  Lauréat Bourse de pilotage Avions[2], [3], Cadets de l'aviation royale du Canada, Escadrille 798 Lac Delage ;
- 1979 :  Lauréat Bourse de pilotage Planeurs[2], [3], Cadets de l'aviation royale du Canada, Escadrille 798 Lac Delage.